# اللاعقلانية
اللاعقلانية حركة فلسفية ظهرت في أوائل القرن التاسع عشر تؤكد على البعد غير العقلاني للحياة البشرية. بينما يرفضون المنطق ، يجادل اللاعقلانيون بأن الغريزة والمشاعر متفوقة على السبب في البحث عن المعرفة.
يصف آرثر شوبنهاور العالم بأنه غير منظم بطريقة عقلانية. بما أن البشر يولدون كمظاهر أجسام من سعي غير عقلاني من أجل المعنى، فهم عرضة للألم والمعاناة.
جادل أوسفالد سبينغلر بأن الرؤية المادية لكارل ماركس كانت مبنية على علمالقرن التاسع عشر  ، في حين أن  القرن العشرين
سيكون عصر علم النفس.
يعتقد جيورج لوكاش أن الفترة الأولى من اللاعقلانية نشأت مع شيلين وكيركغود ، في معركة ضد المفهوم الديالكتيكي للتقدم الذي تبنته المثالية الألمانية.